# ولسوالی مرغاب
ولسوالی مرغاب واقع در شمال شرق ولایت غور، است که در فاصله ۱۳۰ کیلومتری شمال آن ولایت موقعیت دارد. این منطقه به اساس درخواست مردم مرغاب به تاریخ ۹ جوزا ۱۳۹۸ توسط رئیس‌جمهور غنی بحیث ولسوالی با مرکزیت شورابه منظور و تأسیس شد. 
مرغاب دارای ۱۴۹ قریه بوده و نفوس آن در زمان تأسیس آن ۸۶۰۰۰ نفر تخمین شده‌است.

## جغرافیا
مرغاب منطقه ای وسیع است در شمال فیروز کوه (مرکز ولایت غور) که شمالا محاط است به ولسوالی کوهستانات سرپل، شرقاً وصل است به ولسوالی لعل و سرجنگل، غربا وصل است به ولسوالی چهارسده، جنوبا متصل است به ولسوالی دولت یار و جنوب غربا وصل است به شهر فیروزکوه.
دره طولانی و پرخم و پیچ مرغاب، دریای بزرگ و خروشانی را در خود جا داده‌است که بنام دریای مرغاب یاد می‌شود و از جمله دریاهای مشهور کشور به حساب می‌آید. کوهای سربه فلک کشیده، جنگلات مختلف طبیعی واین دریای بزرگ، فضای طبیعی این منطقه را خاصیت و منظره ویژه و جالبی بخشیده‌است.
مناظر طبیعی مرغاب به دلیل داشتن کوه‌های سر به فلک کشیده و موجودیت رود مرغاب از جمله مناطق دیدنی و سیاحتی غور به‌شمار می‌رود؛ در کوه‌های مرغاب حیوانات وحشی از قبیل آهو، گرگ روباه نیز وجود دارد.

## روستاها
اسپرف
جنداک
خاراگرد
دره چات
سندیز
دره تخت
خاک دختر
خیلی راغ
چارگانه
سپرمان
شی تخت
ریچن
کمپیرک
کوه کشته
گلاردیز
نوک دیز
اسفرمان
شورابه
شمک
واجان
دهور
سرجنگل
سالدیز
سیاب
نیک

## بازار‌ها
بازار اسپرف
بازار شورابه
بازار جنداک
بازار واجان
بازار دهور
بازار سندیز

## حکومت
مرغاب در جغرافیای سیاسی افغانستان به حیث یک واحد اداری است. مردم مرغاب در تاریخ مبارزات سیاسی کشور علیه روس‌ها ونیز در مقاومت علیه طالبان نقش بارز وبرازنده ای ایفا نموده‌اند.
مقتدرترین حزب در مرغاب حزب جمعیت اسلامی افغانستان است. تا هنوز دو والی از ولسوالی مرغاب در غور حکومت کرده‌است که هردوی شان عضو حزب جمعیت و از طرف آن حزب معرفی شده بودند.
- مولوی محمد موسی  ۱۳۷۱-۱۳۷۴ه ش.
- محمد سلیم خلیلی  ۱۳۷۴-۱۳۷۵ه ش

## مردم
باشندگان شهرستان مرغاب از قوم تاجیک اند، وبه زبان فارسی و به گویش  بدخشی سخن می‌گویند.
پوست سفید و گندمی، بینی باریک وبلند، چشم سیاه وقد بلند خصوصیات نژادی مردم مرغاب را شکل می‌دهد.

## فرهنگ
رسم و رواج مردم مرغاب با همان شکل شمایل آریایی خود باقی مانده اماتغییرات را نمی‌شود انکار کرد، با آنهم تجلیل از نوروز، لباس نو پوشیدن در روز نوروز، رنگ کردن درختان و تبریکی دادن سال نو، نشانه‌های فرهنگ سابق آریایی است که هنوز پابرجا است.
یکی از مناطق که  در افغانستان به راستی نوروز و هوای نوروزی داشت  شهرستان مرغاب بود؛ مرغاب نسبت به سایر مناطق غور پیشتر بهار میشه و به دلیل هوای مناسب که در اوایل حمل به وجود می آید، دره مرغاب خیلی سبز، دریای مرغاب بسیار پرسروصدا و کوه های مرغاب کم کم علف می‌روید در چنین وضعیت فضا کاملا نوروزی و ‌بهاری است.
بر عکس در سایر مناطق غور که شما متوجه شوید طبیعت تا اوایل  ثور غیر بهاری است واین میتانه دلیل بی انگیزه گی نسبت به چشن نوروز در این مناطق  باشد.
اما درمرغاب در اول حمل طبیعت زنده است وجاذبه های طبعی و ‌شور شعف نوروز شما را بخود میکشد وشمارا وامیدارد که  نوروز و ‌هوای نوروزی  را جشن بگرید. 
اکثر روستاها در مسیر دریای مرغاب که از شرق به جانب غرب جریان دارد موقعیت داشته و تعدادی روستاها در دره‌های فرعی شمال وجنوب دره مرغاب نیز زنده گی می‌نمایند. همچنان اهالی مرغاب درفصل‌های بهاروتابستان در دامنه‌های کوه‌ها کوچ می‌کنند؛ کوچ کردن به دامن طبیعت وزنده گی چند ماه در دامنه ای کوها از رسوم سابق آریایی بوده وبیشتر بخاطر جمع‌آوری محصولات حیوانی صورت می‌گیرد.

## اقتصاد
در داخل دره مرغاب به دلیل آب وهوای مناسب انواع درختان مثمر وغیر مثمر رشد و نمو می‌کند. چهار مغز، سیب، انگور، توت، زردآلو، آلو به وفرت یافت می‌شود. مردم مرغاب زراعت پیشه بوده و در زمین‌های للمی؛ گندم، جو و نخود کشت می‌کنند.

## میوه جات (چهارمغز)
چهارمغز یکی از میوه‌های با ارزش و مهم است که فواید زیاد داشته و استفاده چهار مغز بخصوص در زمستان با دیگرمیوه‌های خشک بیشتر رواج دارد.
گفته می‌شود، درخت چهار مغز، درخت بومی افغانستان بوده وقدامت درخت آن به صدها سال قبل بر می‌گردد.
درخت چهار مغز در اکثرمناطق مرغاب به صورت وافر وجود داشته ونوعیت آن بهترین چهار مغز می‌باشد. عمر بعضی از درختان چهار مغز به ایضافه تر از دو صد سال نیز می‌رسد.
چهار مغز مرغاب بر علاوه تکافوی نیاز مندیهای منطقه به ولایات همجوار نیز صادر می‌شود.
«جوز بازی» از جمله سرگرمی‌های معروف اطفال منطقه مرغاب است.

## نظر حافظ ابرو دربارهٔ مرغاب
شهاب‌الدین عبدالله بن لطف‌الله مشهور به حافظ ابرو (متوفای ۸۳۳ یا ۸۳۴ ق) از مورخان و جغرافیه‌نگاران مشهور منطقه است. کتاب «جغرافیای حافظ ابرو» یکی از منابع معتبر و مهم در جغرافیا به حساب می‌آید. در این کتاب ذیل مدخل آب مرغاب آمده‌است:
”آب مرغاب: منبع آن کوهستان جُرزوان[گرزوان] است و بعد از آن به غرجستان در آید و غرجستان کوهستانِ سخت است و این آب در میانهٔ آن کوه می‌رود… و چون از غرجستان بیرون آید به شمال بادغیس گذرد، از شرق به غرب، مایل به شمال «(حافظ ابرو، ۱۳۷۵، جلد اول: ۱۶۷). همچنان در همین کتاب آمده‌است که:
» در غرجستان درغاله‌ها است از بالای کوه که سر درغاله است تا پایان که به «رود مرغاب» می‌رسد، چشمه‌سارهاست و هرجا اندک همواری است، مردمِ آن ولایت، بدان همواری‌ها درخت‌ها نشانیده‌اند و غلهٔ آن اکثر دَیمَه باشد بر بالای کوه… درخت‌های خودرو از امرود و لانه وغیره باشد و در درغاله‌ها، درخت جوز بسیار بود و در «تهٔ مرغاب» درخت انجیر بسیار بود“(حافظ ابرو،1349: 36).
امروز هم مناطق مرغاب و چهارسده درختان چارمغز و امرود کوهی فراوان دارد و زمین زراعتی به خاطر تنگ بودن درهٔ مرغاب، بسیار اندک است. لغت‌نامهٔ دهخدا «درغاله» را به معنای راهی باریک که از میان کوه بگذرد، درج کرده‌است که تا امروز نیز از این راه‌ها در کوه‌های مرغاب استفاده می‌شود و به نام «رگ»، «خازه» و «پله» یاد می‌شود.

## رود مرغاب
رود مرغاب